# Sarah Bool
Sarah Bool est une femme politique britannique. Membre du Parti conservateur, elle est élue députée de la circonscription de South Northamptonshire en 2024.

## Biographie

### Jeunesse et études
Sarah Bool grandit dans le comté de Rutland. Elle étudie l'histoire moderne à l'Oriel College d'Oxford et obtient un diplôme de droit à Londres. Elle souffre de diabète de type 1. 

### Carrière politique
En 2019, Sarah Bool se présente comme candidate pour le Parti conservateur dans la circonscription de Vauxhall, arrivant troisième derrière le Parti travailliste et les libéraux-démocrates.
Elle est à nouveau candidate en 2024, cette fois dans la circonscription de South Northamptonshire. Elle est élue députée avec 19 191 voix, soit 35,7 % des suffrages.